# Moncenisio
Moncenisio (piemontiul Monsnis, frankoprovanszál nyelven La Frera) 45 fő lakosú község Torino megyében, a Cenischia-völgyben, Torinótól 70 km-re. Olaszország egyik legkisebb és Piemont legkisebb települése.  1940-ig neve Ferrera Cenisio volt. A Susa- és Sangone-völgyi Hegyi Közösség tagja.

## Történelem
A település jelentőségét annak köszönhette, hogy a 16. századtól az egyik legfontosabb Itáliát Franciaországgal összekötő út mentén, az államhatáron feküdt.
Aranykorát 1800 körül élte, akkor négy szálló is működött a községben. Ekkoriban lakosainak száma 300 volt. 1803 és 1811 között Napóleon császár parancsára megépült a „napóleoni út” (a jelenlegi SS 25 út), amely már nem haladt keresztül Moncenisión, ekkor indult hanyatlásnak. Lakosai egy darabig még az építkezésen dolgoztak, majd amikor annak vége lett, nem maradt más megélhetési forrás, mint a pásztorkodás és lakosai elvándoroltak. Nyaranta kirándulók népesítik be.

## Galéria

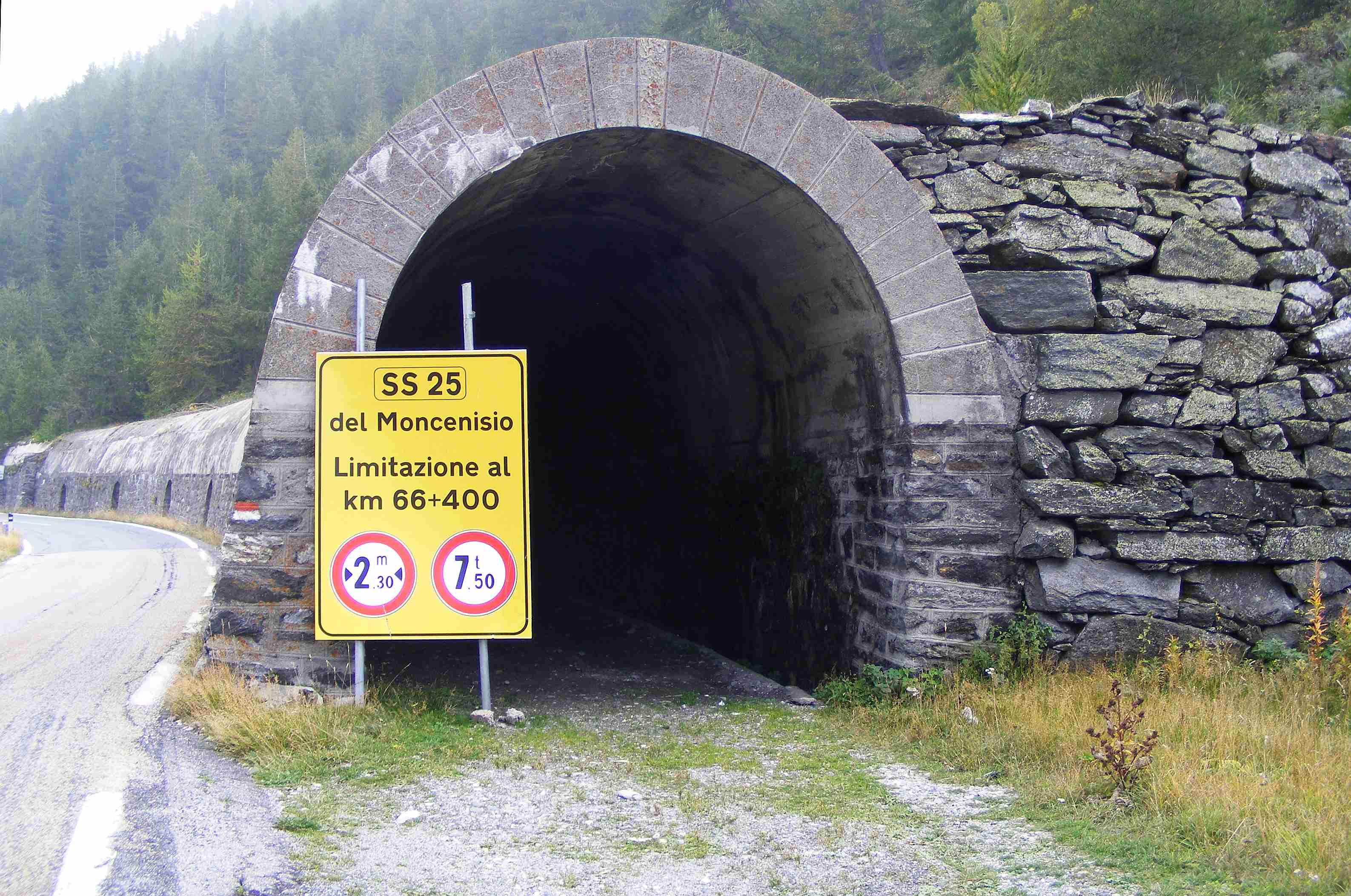
Régi vasúti alagút az SS25 mentén
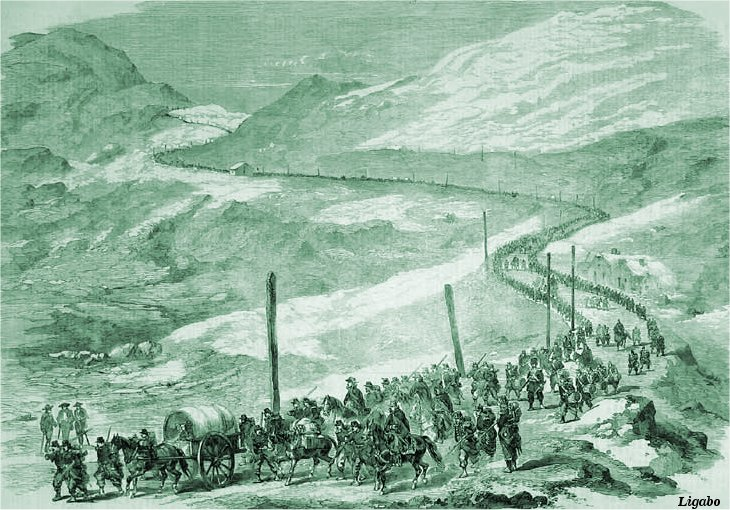
1859. május 5-én francia csapatok érkeznek Piemontba Moncenisión keresztül

## Fordítás
- Ez a szócikk részben vagy egészben  a   Moncenisio című olasz Wikipédia-szócikk fordításán alapul.  Az eredeti cikk szerkesztőit annak laptörténete sorolja fel. Ez a jelzés csupán a megfogalmazás eredetét és a szerzői jogokat jelzi, nem szolgál a cikkben szereplő információk forrásmegjelöléseként.